# What the Doctor Ordered (film 1912)
What the Doctor Ordered è un cortometraggio muto del 1912 diretto da Mack Sennett.

## Produzione
Il film, prodotto dalla Biograph Company, venne girato in California, a Mount Lowe.

## Distribuzione
Distribuito dalla General Film Company, il film - un cortometraggio di 188 metri - uscì nelle sale cinematografiche USA il 5 agosto 1912. Nelle proiezioni, veniva programmato con il sistema dello split reel, accorpato in un'unica bobina con un altro cortometraggio prodotto dalla Biograph, la commedia The Tourists.
Copia della pellicola è ancora esistente ed è stata distribuita in VHS dalla Grapevine Video.